# Gittinsit
Gittinsit (IMA-Symbol Git) ist ein selten vorkommendes Mineral aus der Mineralklasse der „Silikate und Germanate“ mit der chemischen Zusammensetzung CaZr[Si2O7] und damit chemisch gesehen ein Calcium-Zirconium-Silikat. Strukturell gehört Gittinsit zu den Gruppensilikaten (Sorosilikaten).
Gittinsit kristallisiert im monoklinen Kristallsystem und entwickelt kleine, faserige Kristalle mit einem glasähnlichen Glanz auf den Oberflächen. Die Kriställchen bilden überwiegend Mineral-Aggregate in Form von radialstrahligen Bündeln und faserigen Massen, wobei die Einzelfasern eine Länge von etwa 0,3 mm erreichen. Auch feine Verwachsungen mit Vlasovit und Apophyllit sind bekannt. In reiner Form ist Gittinsit farblos und durchsichtig. Durch vielfache Lichtbrechung aufgrund von Gitterfehlern oder polykristalliner Ausbildung wirkt er jedoch meist kalkweiß, wobei die Transparenz entsprechend abnimmt.

## Etymologie und Geschichte
Entdeckt wurde Gittinsit erstmals in Mineralprobem vom Kipawa-Komplex, genauer aus dem Syenit-Komplex am Rivière Kipawa () nahe Villedieu in der Gemeinde Témiscamingue innerhalb der kanadischen Provinz Québec. Die Analyse und Erstbeschreibung erfolgte durch H. G. Ansell, Andrew C. Roberts, A. G. Plant und Bozidar Darko Sturman (* 1937), die das Mineral nach dem kanadischen Petrologen und Professor der University of Toronto John Gittins benannten. Dieser hatte das bis dahin unbekannte Minerals an der genannten Typlokalität als Erster bemerkt und es nicht identifizierte Substanz gemeldet. Gittins ist zudem bekannt für seine Beiträge zur Petrologie alkalischer Gesteinskomplexe.
Ansell, Roberts, Plant und Sturman sandten ihre Untersuchungsergebnisse und den gewählten Namen 1979 zur Prüfung an die International Mineralogical Association (interne Eingangs-Nummer der IMA: 1979-034), die den Gittinsit als eigenständige Mineralart anerkannte. Publiziert wurde die Erstbeschreibung 1980 im Fachmagazin The Canadian Mineralogist.
Das Typmaterial des Minerals wird in der Mineralogischen Sammlung der Geological Survey of Canada (GSC) in Ottawa unter der Katalog-Nummer 19558 (HT) aufbewahrt.

## Klassifikation
Da der Gittinsit erst 1979 als eigenständiges Mineral anerkannt wurde, ist er in der seit 1977 veralteten 8. Auflage der Mineralsystematik nach Strunz noch nicht verzeichnet.
Im zuletzt 2018 überarbeiteten und aktualisierten Lapis-Mineralienverzeichnis nach Stefan Weiß, das sich aus Rücksicht auf private Sammler und institutionelle Sammlungen noch nach dieser alten Form der Systematik von Karl Hugo Strunz richtet, erhielt das Mineral die System- und Mineral-Nr. VIII/C.01-015. In der „Lapis-Systematik“ entspricht dies der Klasse der „Silikate und Germanate“ und dort der Abteilung „Gruppensilikate“, wo Gittinsit zusammen mit Cervandonit-(Ce), Keiviit-(Y), Keiviit-(Yb), Kristiansenit, Percleveit-(Ce), Thortveitit und Yttrialith-(Y) die unbenannte Gruppe VIII/C.01 bildet.
Die von der IMA zuletzt 2009 aktualisierte 9. Auflage der Strunz’schen Mineralsystematik ordnet den Gittinsit ebenfalls in die Abteilung der „Gruppensilikate (Sorosilikate)“ ein. Diese ist allerdings weiter unterteilt nach der Struktur der Gruppen, der möglichen Anwesenheit tetraederfremder Anionen und der Koordination der beteiligten Kationen, so dass das Mineral entsprechend seiner Zusammensetzung in der Unterabteilung „Si2O7-Gruppen ohne nicht-tetraedrische Anionen; Kationen in oktaedrischer [6]er- und/oder anderer Koordination“ zu finden ist, wo es zusammen mit Keiviit-(Y), Keiviit-(Yb), Thortveitit, Yttrialith-(Y) die „Thortveititgruppe“ mit der System-Nr. 9.BC.05 bildet.
Auch die vorwiegend im englischen Sprachraum gebräuchliche Systematik der Minerale nach Dana ordnet den Gittinsit in die Klasse der „Silikate“ und dort in die bereits feiner unterteilte Abteilung der „Gruppensilikate: Si2O7-Gruppen, generell ohne zusätzliche Anionen“ ein. Hier ist er zusammen mit Keiviit-(Y), Keiviit-(Yb) und Thortveitit in der „Thortveititgruppe“ mit der System-Nr. 55.02.01a innerhalb der Unterabteilung „Gruppensilikate: Si2O7-Gruppen, generell ohne zusätzliche Anionen und mit Kationen in [6]-Koordination“ zu finden.

## Chemismus
In der idealen Zusammensetzung von Gittinsit (CaZrSi2O7) besteht das Mineral im Verhältnis aus je einem Anteil Calcium (Ca2+) und Zirconium (Zr4+) sowie zwei Anteilen Silicium (Si4−) und sieben Anteilen Sauerstoff (O2−) pro Formeleinheit. Die Silicium- und Sauerstoffatome liegen in Form von Gruppen eckenverknüpfter SiO4-Tetraeder vor und bilden einen Anionenkomplex mit sechs freien Bindungen.
Entsprechend ihrem Atomgewicht haben die Elemente einen Massenanteil (Gewichtsprozenz) von 13,38 Gew.-% Ca, 30,46 Gew.-% Zr, 18,76 Gew.-% Si und 37,40 Gew.-% O oder in der Oxidform 18,73 Gew.-% Calciumoxid (CaO), 41,15 Gew.-% Zirconium(IV)-oxid (ZrO2) und 40,13 Gew.-% Siliciumdioxid (SiO2) an der Verbindung.
Die Elektronenstrahlmikroanalyse des natürlichen Minerals, gemessen am Typmaterial, ergab eine Zusammensetzung von 18,4 Gew.-% CaO, 40,3 Gew.-% ZrO2 und 40,8 Gew.-% SiO2 (Σ= 99,5 %), was der idealen Zusammensetzung sehr nahe kommt.

## Kristallstruktur
Gittinsit kristallisiert in der monoklinen Raumgruppe C2 (Raumgruppen-Nr. 5) mit den Gitterparametern a = 6,852(2) Å; b = 8,659(1) Å; c = 4,686(2) Å und β = 101,69(2)° sowie zwei Formeleinheiten pro Elementarzelle.
Die Kristallstruktur von Gittinsit besteht aus unregelmäßigen Ca- und Zr-Oktaedern, die durch gemeinsame Kanten zu 6er-Ringen verbunden sind. Diese 6er-Ringe sind ebenfalls durch gemeinsame Kanten miteinander verbunden und bilden dadurch Schichten senkrecht zur b-Achse. Die Ca-Zr-Oktaeder-Schichten werden durch Gruppen aus je zwei Silikat-Tetraedern zusammengehalten.
| Kristallstruktur von Gittinsit |
| --- |
| - mit Blickrichtung parallel zur a-Achse - mit Blickrichtung parallel zur b-Achse - mit Blickrichtung parallel zur c-Achse - räumliche Darstellung in der kristallographischen Standardausrichtung - größerer Ausschnitt der Kristallstruktur als Polyedermodell mit freier Achsendrehung |
| Farblegende: 0 _ Ca 0 _ Zr 0 _ Si 0 _ O |

## Bildung und Fundorte

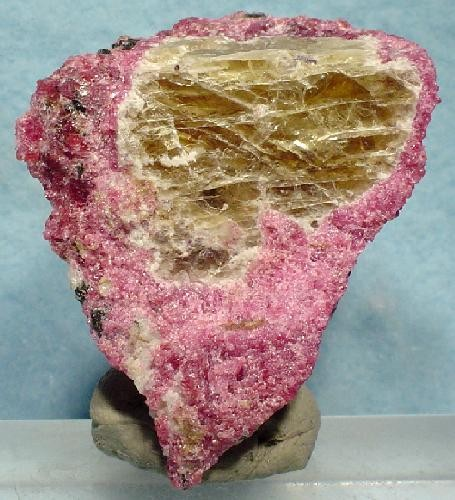
Mineral-Aggregat mit Vlasovit-Kern, dünner Gittinsitkruste (weiß) und dicker Eudialytkruste (pink) aus dem Kipawa-Alkali-Komplex bei Les Lacs-du-Témiscamingue (Gemeinde Témiscamingue), Québec, Kanada

Gittinsit bildet sich als Umwandlungsprodukt aus Eudialyt in pegmatitischen Linsen in regional metamorphosierten agpaitischen Syeniten. Als weitere Begleitminerale können unter anderem Apatit, Apophyllit, Calcit, Fluorit, Graphit, Opal und Vlasovit auftreten.
Als seltene Mineralbildung konnte Gittinsit nur an wenigen Orten nachgewiesen werden, wobei weltweit bisher rund 30 Vorkommen dokumentiert sind (Stand 2023). Außer an seiner Typlokalität im Kipawa-Komplex in Québec trat das Mineral in Kanada noch in der Ni-Co-Cu-Lagerstätte „Voisey’s Bay“ in der gleichnamigen Bucht in der Teilprovinz Labrador und im „Cape St. Mary’s“-Sill auf der Halbinsel Avalon von Neufundland sowie im Strange-Lake-Komplex an der Grenze zwischen Labrador und Neufundland auf. Ein weiterer Fundort, die Lagerstätte „Nechalacho“ am Thor Lake in der North Slave Region (Northwest Territories) gilt bisher als zweifelhaft bzw. nicht bestätigt.
Innerhalb von Europa kennt man Gittinsit noch aus einem Steinbruch bei Håkestad im norwegischen Fylke Vestfold, von der zu Spanien gehörenden Kanaren-Insel Fuerteventura, aus dem Afrikanda-Komplex bei Poljarnyje Sori auf der russischen Halbinsel Kola (Oblast Murmansk) und aus den Žďár-Pegmatiten in der tschechischen Gemeinde Ruda nad Moravou (Olomoucký kraj). Weitere Fundorte liegen unter anderem in Ägypten, Argentinien, China, Grönland, Indien, Kirgisistan, Madagaskar, der Mongolei und den Vereinigten Staaten (Alaska, New Mexico).